# Finski bejzbol
Finski bejzbol (fin. pesäpallo, često zvan i pesis) je momčadski šport u kojemu se loptica udara palicom. Osnovni cilj igre je postići što više bodova (eng. run). Bod (run) se postiže protrčavanjem kroz tri baze (fin. pesä) kretanjem po redu od prve, preko druge do treće i konačne „kućne” baze. Finski bejzbol bio je demonstracijski šport na XV. Olimpijskim igrama u Helsinkiju 1952. godine. Šport se smatra nacionalnim športom u Republici Finskoj.

## Povijest
Šport je osmislio finski sportaš Lauri Pihkala - Tahko dvadesetih godina dvadesetog stoljeća tako što je bio inspiriran američkim bejzbolom. Kroz godine, šport se je mijenjao i postajao sve popularniji. Dokaz popularnosti športa izvan Finske je taj da se svakih par godina održava svjetsko prvenstvo na kojemu se uz Finsku natječu Indija, Švicarska, Švedska, Australija (uz nju i reprezentacija Južne Australije), Njemačka, Estonija, SAD, Japan i Nepal. Prvo svjetsko prvenstvo održalo se 1992. godine u Helsinkiju, a na svakom prvenstvu do sad prvak je bila Finska.

## Oprema[3]

### Lopta
Lopta ima opseg između 215 i 225 milimetara. Masa lopte za muške utakmice je između 155 i 165 grama. Masa lopte za ženske utakmice je između 130 i 140 grama. Masa lopte za dječje utakmice je između 90 i 100 grama.

### Palica
Palica mora biti prekrivena materijalima poput plastike, tekstilne vrpce ili sličnog proizvoda zbog ojačavanja same palice. 

### Rukavica
Rukavicu koja je odobrena od strane PPL-a (Finskog saveza finskog bejzbola) mogu koristiti fielding igrači da lakše uhvate i kontroliraju loptom. Korištenje neke druge vrste opreme za hvatanje lopte nije dozvoljeno.

### Kaciga
Zaštitna kaciga koja je odobrena od strane PPL-a mora biti korištena u službenim utakmicama u kojima se igra loptom za muške utakmice. Pitcher (hrv. bacač) i outfielderi obrambene ekipe ne moraju nositi kacigu. Svi ostali fielderi, batter (hrv. udarač) i runneri (hrv. trkači) moraju nositi kacigu. U službenim utakmicama u kojima se igra loptom za ženske utakmice svi infielderi, batter (hrv. udarač) i runneri (hrv. trkači) moraju nositi kacigu. Kada igrač ne nosi kacigu kada je to propisano bit će kažnjen. U slučaju obrambenog igrača: prvi puta dobiva se obavijest, a svako sljedeće kršenje pravila bit će upozoreno. U slučaju napadačkog igrača: njegovii postupci u igri bit će poništeni i protiv ekipe bit će dosuđen tehnički out. Napadački igrač mora pravilno nositi kacigu prije korištenja palice (prije nego pitcher (hrv. bacač) je ostvario pravo bacanja). Ako kaciga nenamjerno padne s glave, runner (hrv. trkač) može nastaviti igru sve dok nije postigao svoj konačni cilj.

### Glavno pravilo koje se odnosi na opremu
Potrebno je da glavni sudac zabrani korištenje bilo kakve opreme koja krši pravila, te one koja je bila bitno izmijenjena ili koja se smatra potencijalno opasnom.

## Pravila[4]

### Teren
Teren za igranje finskog bejzbola jedna je od stvari u kojem se šport razlikuje od američkog bejzbola. Plate (hrv. ploča) je tvrda kružna ploča s debljinom između 3 i 5 centimetara i promjera od 60 centimetara. Gornja površina ploče mora biti jednako vodoravna i podignuta između 3 i 5 centimetara i promjera od 60 centimetara. Ploča mora biti čvrsto fiksirana u zemlju. Prednji luk home base-a (hrv. kućne baze) može biti opremljen lučno oblikovanom pločom izrađenom od šperploče. Lučna ploča mora biti udubljena u zemlju do njene razine. Granica kućne baze na strani terena je ravna crta. Sigurnost napadačkog igrača, kao i položaj obrambenog igrača na kućnoj bazi odlučeno je po ravnoj crti baze. Prednji luk samo se primjenjuje za utvrđivanje pravilnosti udarca: udarac kod kojeg se prvo dotakne prednji luk ili područje terena između luka i crte kućne baze je foul. Područje terena sadrži kućnu bazu i područje koje ju okružuje uključujući uzdužne linije i stražnju liniju. Područje treba biti okruženo sa svih strana s otvorenim prostorom od najmanje 10 metara širine. Svaka baza na terenu ima svoju vlastitu sigurnu zonu. Granične crte moraju biti nacrtane gašenim vapnom, kredom ili nekim drugim očito vidljivim (bijelim) materijalom. Širina graničnih crta je 10 centimetara. Sučevo područje je sigurno područje prve baze.

### Ekipe
Ekipe se sastoje od najviše dva trenera i najviše dvanaest igrača, od kojih devet mogu biti aktivni tijekom obrane. Tijekom napada, devet igrača i dodatni batteri (hrv. udarači) (tzv. džokeri) mogu sudjelovati u igri. Ekipa može koristiti tri različita džokera kao udarače tijekom svakog napada.

### Trajanje
Jedna utakmica se sastoji od dva poluvremena, a svako poluvrijeme ima četiri inninga (hrv. izmjena). Poluvrijeme je završeno kada jedna ekipa odnese pobjedu u istom. Pobjeda u poluvremenu se postiže tako da jedna ekipa postigne više runova kada je u napadu. Ako svaka ekipa odnese pobjedu u jednom poluvremenu, igra se odlučuje tako da se ide u produžetke, tj. u dodatno poluvrijeme koje se sastoji od jednog inninga i ako je potrebno posebnog raspucavanja. Tijekom jednog inninga obadvije ekipe izmjenjuju igranje napada (eng. batting) i obrane (eng. fielding).

### Obrana i napad
Obrambena ekipa ima devetero igrača na terenu. Napadačka ekipa može koristiti tri džokera (označene udarače) tijekom jednog half-inninga (polovice jednog inninga) uz devetero igrača koji su u regularnom redu udaranja. Napadačka ekipa može nastaviti udarati sve dok tri igrača nisu izbačena ili sve dok je jedna runda udaranja završena bez najmanje dva osvojena runa.
Udarač i bacač se sastaju na kućnoj bazi na suprotnim stranama kružne ploče. Pravilno bacanje je kada se lopta baci izravno iznad ploče na visinu od najmanje jedan metar preko glave bacača.
Udarač ima pravo na tri strikea kod svojeg nastupa s palicom. Fair hit (hrv. valjani udarac) ga ne prisiljava da napreduje jer on može iskoristiti sva tri strikea dok nastupa s palicom prije nego što postane trkač. Bacanje se računa kao strike ako udarač zamahne palicom na loptu ili ako glavni sudac dosudi da je bacanje pravilno. Ako bacač pruži loše bacanje lopte, udarač ima pravo na hodanje do prve baze samo ako je teren prazan. Ako nema trkača na terenu, spomenuti trkač može hodati do sljedeće baze za drugo loše bacanje. Loše bacanje je dosuđeno ako lopta ne padne na ploču, ako je lopta prenisko bačena ili ako bacač učini nešto što nije prema pravilima.
Udarac je foul ako lopta prvo dodirne tlo terena izvan granica. Udarač ili trkači ne mogu napredovati dalje na foul udarcu. Ako fielderi dobiju kontrolu nad loptom prije nego ona dotakne tlo terena, udarac je uhvaćen i svi trkači koji su pokušali napredovati dalje su uhvaćeni. Igrači koji su uhvaćeni su maknuti s terena, ali se ne računaju kao outsi.
Nakon što udarač postane trkač, on mora pokušati sigurno doći do prve baze. Trkač sigurno dolazi na bazu tako što dodirne prostor baze prije nego što je lopta bačena fielderu na bazi. Ako lopta dođe prva do baze, trkač je onda izbačen s terena. Udarač je isto izbačen ako je njegov treći strike foul udarac. Trkač na bazi je prisiljen napredovati dalje ako sljedeći trkač sigurno stigne na istu bazu.
Napadačka ekipa osvaja bod (run) kada se trkač sigurno vrati na kućnu bazu nakon što je prošao kroz sve tri field baze. Ako udarač napreduje do treće baze na svojem fair (hrv. pravilnom) udarcu osvaja home run. On tada može ostati na trećoj bazi i pokušati osvojiti bod opet kao obični trkač tako što će doći na kućnu bazu kasnije tijekom igre.

## Vanjske poveznice
- Službene stranice Finskog saveza finskog bejzbola (fin.)
- Službene stranice Superpesis lige (fin.)
- Službene stranice Švicarskog saveza finskog bejzbola (njem.)
- Službene stranice Indijskog saveza finskog bejzbola  Arhivirana inačica izvorne stranice od 3. siječnja 2020. (Wayback Machine) (engl.)